# Max Brückner (geômetra)
Johannes Max Brückner (Hartau, Zittau, 5 de agosto de 1860 – Bautzen, 1 de novembro de 1934) foi um geômetra alemão, conhecido por sua coleção de modelos de poliedros.
Brückner nasceu em Hartau, Reino da Saxônia, cidade atualmente distrito de Zittau, Alemanha. Obteve um doutorado em 1886 na Universidade de Leipzig, orientado por Felix Klein e Wilhelm Scheibner, com uma tese sobre projeções conforme.
Brückner foi palestrante convidado no Congresso Internacional de Matemáticos em Heidelberg (1904), Roma (1908: Bemerkungen zur Morphologie der Aussergewöhnliches Polyeder erläutert durch die Sechsflache), Cambridge (1912) e Bolonha (1928). Em 1930–1931 doou sua coleção de modelos para a Universidade de Heidelberg, e a universidade por seu lado lhe concedeu um doutorado honorário em 1931.
Brückner morreu em 1 de novembro de 1934 em Bautzen.